# ثورة الزنج
ثورة الزَّنْج (255 - 270 هـ / 869 - 883 م)، هي ثورة بارزة ضد الدولة العباسية بدأت في منتصف القرن الثالث الهجري (التاسع الميلادي) بالقرب من مدينة البصرة في جنوب العراق، وكانت بقيادة علي بن محمد، امتدت لأكثر من 14 عاماً (869 م - 883 م) وأودت بحياة عشرات الآلاف قبل أن تنجح الدولة العباسية في إخمادها.
يُعتقد أنّ الحركة بدأت بزنوج من شرق إفريقيا استُعبدوا وجيء بهم إلى تلك المنطقة للعمل بشكل أساسي في تجفيف المستنقعات الملحية في المنطقة، وامتدّت لتضم العديد من المُستعبدين والأحرار في مناطق عدّة من الإمبراطورية الإسلامية. ثار الزنج على السلاطين وأسّسوا حكومة لهم كان مقرها مدينة المختارة جنوب البصرة، وهدّدت الدولة العباسية حتى جندت كل إمكانياتها لتسحقها، فكانت أطول ثورات العصر العباسي وأخطرها.
يعتبر العديد من المؤرخين المسلمين مثل الطبري والمسعودي أنّ ثورة الزنج واحدة من الانتفاضات الأكثر شراسة ووحشية من بين الاضطرابات العديدة التي ابتُليت بها الدولة العباسية.
وصف العلماء المعاصرون الصراع بأنّه "واحدٌ من أكثر الثورات دموية والأكثر تدميراً التي سجلها تاريخ غرب آسيا"، بينما أشادوا في الوقت نفسه بأنّ هذه الثورة هي أكثر الحملات وصفاً بشكل كامل وواسع النطاق في مجمل الكتابات التاريخية الإسلامية المبكرة.

## طبيعة الحركة وأهدافها
قامت حركة الزنج في عام 255 هـ، وأنهكت دولة الخلافة العباسية قبل أن تقضي عليها، وكان عماد هذه الحركة في بادئ الأمر بعض العرب المغامرين من المهالبة والهمدانيين وغيرهم، أمّا الفئات التي شاركت فيها فهي متنوعة: بعض الزنج، وأهل القرى، وبعض العرب، وعشائر عربية ثائرة على السلطة. أمّا فيما يتعلق بالشخصية التي قادت هذا الجمع، فهو شخص فارسي الأصل من أهل الري يُدعى «بهبوذ» وتسمى بعلي بن محمد وادّعى انتسابه إلى عبد القيس ثمّ إلى زيد بن علي بن الحسين بن علي، وهو شخصية محيرة فعلاً حيث يُلاقي الباحث صعوبات جمّة في معرفة نسبه، وذلك بفعل تقلباته السريعة، تبعًا للظروف التي كان يمر بها.
ويبدو أنّ حياته كانت غير طبيعية فقد بدأها كشاعر في بلاط الخليفة بسامراء، ثم حاول القيام بحركة ضد النظام في البحرين للوصول إلى الحكم، إلّا أنّه أخفق في تحقيق مُبتغاه، فسلك نهجًا جديدًا، وظهر كقائد ديني ومُتنبّيء، فادّعى نسبًا علويًا محاولاً أن يستثمر ما للشيعة من عطف وتأييد بين الناس، وقد أحلَّه أتباعه من أنفسهم محلّ النبي حتى جُبِي له الخراج.
ويبدو أنّ جماعة كثيرة العدد في البحرين قد تنكرت له، ممّا دفعه إلى مغادرتها إلى البادية ليستقطب الأعراب، وادّعى فيها النسب الشيعي على أنّه يحيى بن عمر أبو الحسين، فالتف حوله بعض الأعراب فاستغلهم بإعادة السيطرة على البحرين، إلّا أنّه هُزم وفرّ إلى مدينة البصرة.
وقف أثناء إقامته القصيرة في البصرة على أوضاعها الداخلية السياسية والاجتماعية، إذ كان المجتمع البصري مُنقسمًا على نفسه، فحاول أن يستغل هذه الخلافات لصالحه إلا أنّه فشل، وفي الوقت نفسه رأى في حياة العبيد فيها الذين يعملون في المستنقعات المجاورة فرصة لتحقيق طموحاته لكنّه طُرِدَ منها فذهب إلى بغداد، وفي بغداد استنبط نسبًا علويًا جديدًا فانتسب إلى أحمد بن عيسى بن زيد، ثمّ حاول الوثوب إلى السلطة مُستغلاً الأوضاع المضطربة في حاضرة الخلافة العباسية، ولكنّه لم يتمكن من ذلك بفعل إحكام نفوذ الأتراك وقبضتهم على الوضع السياسي، فعاد إلى البصرة في عام 255هـ؛ ليتزعم حركة ثورية مدعيًا أنّ الله أرسله لتحرير العبيد وإنقاذهم ممّا كانوا يُعانونه من بؤسٍ، كما ادّعى العلم بالغيب، وانتحل صفة النبوة.
والواقع أنّ فكرة المهدي المنتظر رافقت علي بن محمد في جميع مراحل حياته السياسية؛ فاستغلها بذكاء، وهو بادّعائه المهدية، كان يضرب على وتر حساس في نفوذ جماعة العلويين الذين برح بهم الشقاء، فكانوا يأملون في ظهور المهدي المُنقذ الذي سيُزيل عنهم الغمة، ويُفرج عن أيامهم كربتها، وركز كثيرًا على عراقة أصله وكتبها على نقوده وسمّى نفسه «المهدي علي بن محمد» المُنقذ.
جهر علي بن محمد في إحدى مراحل حياته بمذهب الخوارج الذين يُلائم مبدأهم ميل أصحابه الشورية، فحارب من أجل العدالة الاجتماعية والمساواة، وكتب شعاراته على الرايات باللونين الأخضر والأحمر وهما لون العلويين ولون الخوارج.
ولقد تعارضت أفكار علي بن محمد عن الخلافة مع مفهوم الشيعة لها التي تُؤكد على الوراثة، وتبنّى رأي الخوارج القائم على الشورى، مما نفَّر منه الأعراب البسطاء، وعرب البصرة والأهواز وواسط والمناطق المحيطة بها، كما رفض قرمط أن يرتبط معه بعوامل دينية، وأمّا شدته وقسوته تجاه أعدائه فقد جعلته خارجيًا متطرفًا، يُضَاف إلى ذلك أنّه عامل أسرى الحرب معاملة الرقيق، ووعد أتباعه بأنه سيملكهم المنازل والعبيد، وهذا يعني تحويل حياة الزنج من أرقاء إلى ملاك للعبيد.
والواضح أنّ هذا التناقض في عقيدة الحركة يفرغها من أي صبغة عقائدية، ويجعلها حركة مسلحة ضد النظام ليس إلّا، كما يجعل من قائدها رجلاً مغامرًا طموحًا إلى السلطة.

## دوافع الاستجابة لهذه الحركة
لقد تعدّدت دوافع الاستجابة لهذه الحركة ما بين سياسية، اقتصادية واجتماعية:
- الدوافع السياسية:

بسبب تردّي أوضاع الخلافة، نتيجة تصاعد نفوذ الأتراك إلى جانب صراع خفي بين المترفين والعبيد وجد مُتنفّسًا له في دعوة علي بن محمد..
- الدوافع الاقتصادية:

نتيجة الأوضاع المالية المتدهورة وظاهرة التكوين الطبقي داخل المجتمع الإسلامي من طبقة ثرية إلى طبقة تجّار فالطبقة العامة العاملة، اتّسعت الهُوّة مع مرور الزمن بين هؤلاء وبين الطبقة الإقطاعية، وبلغ التناقض الاجتماعي مداه، ممّا كان دافعًا للاستجابة لنداء الثورة الذي أطلقه علي بن محمد.
- الدوافع الاجتماعية:

بفعل نمط حياة فئات العبيد التي كانت تعيش في ظروف قاسية وسيئة من خلال عملها في تجفيف المستنقعات وإزالة السباخ (18) عن الأراضي، ثم نقل الملح إلى حيث يُعرض ويُباع، لقاء وجبة طعام، فأرادت هذه الفئات التّخلص من هذا العمل الشّاق ومن ضنك العيش.
وقد سيطر علي بن محمد خلال عشرة أعوام (255 ـ 265هـ) على رُقعة واسعة تمتد بين الأهواز وواسط، وهدد بغداد، عندئذ عهد الخليفة المعتمد إلى أخيه أبي أحمد الموفق طلحة بمحاربته؛ فاصطدم بمجموع الزنج وقتل علي بن محمد، واستسلم من بقى من أتباعه ومات العديد.
وبإخماد الثورة، أُسْدِلَ الستار على هذه الحركة التي قضَّت مضاجع الخلافة لعباسية، وكلّفتها الكثير من الجهد والأموال والأرواح والتي دامت أكثر من أربعة عشر عامًا (255ـ 270هـ) (19).

## حركة الزنج في الميزان
لقد انطلقت حركة الزنج من واقع الألم والاضطهاد الاجتماعي والاقتصادي بين مستنقعات البصرة وسهولها، وكانت بدايتها ناجحة انسجمت فيها أهدافها مع أفعالها، لكن النزعة الفوضوية التي طبعتها وهي في قمّة مواجهتها أدّت إلى تقلّص أبعادها الاجتماعية، وقد زاد من تلك النّزعة افتقارها إلى برنامج ثوري يصوغ تطلعات وأهداف القائمين بها، ويوضّح العلاقة بين القيادة والأتباع، كما يُلاحَظ أنّ رجالها استهدفوا الانتقام لا الإصلاح، والانقلاب الاجتماعي لا التقويم، وأنّ قائدها لم يستطع أن يُحرّر ذاته من مسألة فكرة الزعامة القُرشية، بالإضافة إلى أنّ أُطرها الثورية كانت محلية ومحدودة ولم تكن لديها تطلّعات شاملة، وندرك من هنا عدم نجاح علي بن محمد في اكتساب قطاعات كبيرة من المجتمع العراقي كالفلّاحين وكبار الملاك والتجار والحرفيّين، وحتّى القرامطة، فأصبح العبيد بمفردهم ضُعفاء رغم عددهم الكبير،
ومن جهة ثانية فإنّ سرعة الأحداث، وتصميم العباسيين على القضاء عليها، لم يعطيا قائدها مهلة لتنظيم صفوف قواته، وتمكنه من بناء مجتمع مستقر ذي أنظمة خاصة، لذلك كان من الطبيعي أن تفقد هذه الحركة طابعها الإنساني والثوري ممّا دفعها إلى نهايتها المحتومة، لكن قاعدتها الثورية التي تشتّت استطاعت أن تكون إحدى الدّعائم الأساسية التي دفعت الحركة القرمطية إلى الظهور فيما بعد.

## حركة الزنج من وجهة نظر مؤيديها
ثورة الزنج مُنذ عهد المُتوكل العبّاسي غلبت سيطرة العسكر الاتراك وقادتِهم على أزمة الأمور في الدولة، واستأثروا بالعطاءات والإقطاعات، واستبدوا بسلطان الخلافة حتّى صاروا يُولّون ويعزلون الخلفاء كما يحلو لهم، بل يقتلون ويسمون ويسجنون كلَ من لا يُحقّق مطامعهم ومطامحهم من الخلفاء والوزراء. وقد حاول بعض الخلفاء أن يستردوا إلى منصب الخلافة سلطانـَه وهيبتـَه وأن يستندوا في معارضة القادة الأتراك ومواجهتهم إلى تأييد شعبي عن طريق مهادنة المعارضين وإظهار شيء من العدل والانصاف بين رعيّتهم، حاول ذلك الخليفة المُنتصر بالله العبّاسي سنة مئتين وسبع وأربعين للهجرة والمُهتدي بالله العبّاسي سنة مئتين وخمس وخمسين للهجرة، لكن الاتراك تخلّصوا منهم بالعزل والسمّ والقتل، فما حكم كلُ واحد منهما إلّا عامًا واحدًا فقط.
عندما سُدّت سبلُ الإصلاح أمام الراغبين فيه والمُتطلّعين إليه أقبل الناسُ على الثورة طريقًا لم يجدوا أمامهم سواه للتّغير، فكان أن قامت عدةُ حركات ثوريه يقودها ثوار كانت غالبيتـُهم من العلويين، ففي سنة مئتين وثمان وأربعين للهجرة ثارت الكوفة بزعامة أبي الحسين بن يحيى بن عَمرو بن يحيى بن الحسين بن عبد الله بن إسماعيل بن عبد الله بن جعفر الطيار، وفي سنة مئتين وخمسين للهجرة ثارت طبرستان بقيادة الحسن بن زيد بن محمد بن إسماعيل بن الحسن بن زيد بن الحسن بن الحسن بن الإمام علي بن أبي طالب، وامتدّت الثورة إلى جرجان واستمرّت دولتها حتّى سنة مئتين وسبعين للهجرة، وثارت الري بزعامة محمد بن جعفر بن الحسن بهدف الانضمام إلى ثورة طبرستان ثمّ تكرّرت ثورتـُها بعد الإخفاق بقيادة أحمد بن عيسى بن علي بن الحسن بن علي بن الحسين بن علي بن أبي طالب، وثارت قزوين بقيادة الكركي الحسن بن إسماعيل بن محمد بن عبد الله بن علي بن الحسين بن علي بن أبي طالب، وثارت الكوفة مجددًا بقيادة الحسين بن محمد بن حمزة بن عبد الله بن الحسن بن علي بن أبي طالب، على أنّ أخطر الثورات التي شهدها العصر العباّسي كانت هي الثورة التي قادها علي بن محمد سنة مئتين وسبعين للهجرة، والتي بدأت في البحرين سنة مئتين وتسع وأربعين للهجرة والتي اشتُهرت باسم ثورة الزنج.

## قائد ثورة الزنج
كان قائد هذه الثورة علي بن محمد علويّ يدعو نفسه علي بن محمد بن أحمد بن علي بن عيسى بن زيد بن علي بن الحسين بن علي بن أبي طالب شاعرًا وعالمًا، كان يُمارس في سامراء تعليم النحو والخط والنجوم، وكان واحدًا من المُقرّبين إلى الخليفة المُنتصر بالله العبّاسي ولما قتل الأتراك المُنتصر بالسم ومارسوا الاعتقال والسجن والنّفي والاضّطهاد لحاشيته كان علي بن محمد هذا من بين المعتقلين، ثم حدث تمرّد من فرقة الجند الشاكريه ببغداد يُؤازرهم عامّة النّاس دخلت بغداد معها في فوضى عارمه واختفت الجيوش والشرطة من الشوارع، فاقتحم المتمردون السجون وأطلقوا سراح من فيها ومنهم بالطبع علي بن محمد، ليُشعلَ ثورة اقضت مضجعَ العبّاسيين إلى أقصى مدى.
غادر علي بن محمد بغداد إلى سامراء ومنها إلى البحرين حيث دعا إلى الثورة ضد الدولة العبّاسية الواقعة تحت سيطرة الجُند الاتراك، بالرغم من اشتهار هذه الثورة بثورة الزنج إلّا أنّها لم تكن ثورةً عنصريةً للزنج وحدهم ولم تقف أهدافُها عند تحرير العبيد أو تحسين ظروف عملهم، فقائد هذه الثورة عربي حر علوي رغم تشكيك خصومه في صحة نسبه العلوي كما كانت الحكومة تفعل دائمًا في مثل هذه المواقف، وأغلبُ قوادها كانوا عربًا كذلك مثل علي بن ابان المهلبي، سليمان بن موسى الشعرواني، سليمان بن جامع وأحمد بن مهدي الجبائي، يحيى بن محمد البحراني، محمد بن سمعان وغيرهم الكثير، وعلى امتداد السنوات السبع الأولى من عمر الثورة المُمتدّة من سنة مئتين وتسع وأربعين للهجرة إلى سنة مئتين وست وخمسين للهجرة كان قادتها ومحيطها وجمهورها عربيًا خالصًا فهي قد بدأت في مدينة هجر أهم مدن البحرين ثم في بادية البحرين وسط عربها ثم في الاحساء بين أحياء بني تميم وبني سعد، وفي هذا المحيط العربي قامت سلطةُ هذه الثورة ودولتـُها وحدثت الحروب بينها وبين جيوش الدولة العباسية، ويصف الطبري سلطة علي بن محمد في هذا المحيط العربي فيقول لقد أحله أهلُ البحرين من أنفسهم محلّ النّبي حتى جبي له الخراج هناك ونفذ حكمُه بينهم وقاتلوا أسباب السلطان بسببه.
وفي وقعة الردم في البحرين أحرز العبّاسيون انتصارًا مُؤثرًا على الثورة، فانسحب علي بن محمد إلى البصرة، ونزل هناك بين عرب بني ضبيعه من نزار بن معن بن عدنان فدعاهم للثورة فتبعوه، وكان عددٌ منهم من قادة ثورته وجيشه ولما طردته الدولة وألقت القبض على أغلب أنصاره ووضعتهم في السجون مع ابنه الأكبر وابنته وزوجته غادر علي بن محمد إلى بغداد متخفيًا وأقام بها عامًا كاملًا دون أن يشعر به أحد.
في سنة مئتين وخمس وخمسين للهجرة حدثت في البصرة فتنة بين طائفتين من جُندها الجُند البلاليه والجند السعديه، وأسفرت هذه الفتنة عن اضطراب عارم وغياب للنظام تمخض عنها كسر السجون وأطلق سراحُ المعتقلين ومنهم أهلُ وأنصارُ علي بن محمد فغادر بغداد ووصل إلى ضواحي البصرة؛ ليواصل ثورته من جديد متطلعًا لتجاوز إخفاقاته السابقة، وهنا بدأ أول انعطاف للثوره نحو الزنج أي بعد قُرابة سبع سنوات من اندلاعها.
كانت البصرة أهم المدن في جنوب العراق، وكان جنوب العراق مشحونٌ بالرقيق والعمّال الفقراء الذين يعملون في مجاري المياه ومصابها ويقومون بكسح السباخ والأملاح؛ تنقيةً للأرض وتطهيرًا لها؛ كي تصبح صالحةً للزراعة، وكانوا ينهضون بعملهم الشاق هذا في ظروف عمل قاسية وغير إنسانية للغاية تحت إشراف وكلاء غلاظ قساة عديمي الرحمة ولحساب ملّاك الأرض من إشراف العرب ودهاقنة الفرس الوافدين إلى العراق، أمّا العبيد فكانوا مجلوبين من إفريقيا السوداء زنوجًا وأحباشًا ونوبيين وقرماطيون، إضافة إلى فقراء العرب العراقيين الذين كان يُطلق عليهم في ذلك الوقت تسمية الفراتيين.
شرع علي بن محمد العلوي الجديد يدرس أحوال هؤلاء البائسين من فقراء وعبيد، ويسعى لضمّهم لثورته؛ كي يحرّرهم ويحارب بهم الطبقة الأرستقراطية التي تضطهدهم بمعونة الدولة العباسية وعلى رأسها الخليفة الحاكم باسم الدين في العاصمة سامراء آنذاك، فكان أول زنجي ينضم إليه هو ريحانُ بن صالح الذي أصبح من قادة الحرب علي ابنُ محمد يتنقل مع قادته بين مواقع عمل الرقيق والفراتيين فقراء العرك أماكنهم وترك الخضوع لسادتهم والانضمام إلى معسكر البصرة للخلاص من واقعهم البائس واعدا إياهم بحياة أفضل فيما لو انتهت إليه أزمة الأمور فاستجابت لدعوته مجاميعُ غفيرة منهم، ولقد فشل وكلاء الملاك في الحيلولة بين الرقيق المضطهد وعلي ابن محمد العلوي فكان الاسياد يحبسون رقيقهم في بيوت ويسدون عليهم الأبواب والنوافذ بالطين، ولكن بالرغم من كل هذا كان العبيد يتقاطرون على المعسكر العلوي بشكل مستمر، ويصف ابنُ خلدون إقبالَ الزنج على الثورة وزحفـَهم للقاء قائدها فيقول: لقد تسايل إليه الزنجُ واتبعوه.
أعلن الثائر العلوي علي ابن محمد أن هدفه بالنسبة للزنج والفراتيين فقراء العراق هو: تحريرُ الرقيق من العبودية وتحويلُهم إلى سادة لأنفسهم وإعطائهم حق َامتلاك الضياع والأموال بل ومناهم بامتلاك َسادتِهم سادة الأمس الذين كانوا يسترقونهم وجعلِهم عبيدا عندهم ووعدهم أيضا بضمان مساواتهم في ثورته ودولته التي تعمل من أجل ضمان ٍاجتماعي هو أقرب إلى النظم الجماعية التي يتكافل فيها ويتضامن مجموع المجتمع. نظام سياسي يرفض الخلافة الوراثية لبني العباس والتي أصبحت أسيرة ًبيد قادة الجند الاتراك، ويُقدم بدلا منها دولة َالثورة التي أصبح فيها الثائرُ العلوي علي ابنُ محمد أميرا للمؤمنين.
استطاعت الثورة ان تكتسب أكثر فأكثر ثقة َجماهير الزنج والفراتيين فقراء العراق الذين بدورهم كانوا اشبه ما يكونون بالرقيق وبالذات في ظروف العمل وشروطه، وخاصة بعدما رفض قائدُ الثورة مطالبَ الاشراف والدهاقين والوكلاء بأن يردَ عليهم عبيدَهم لقاء خمسة ِدنانير عن كل رأس، لقد رفض الثائر العلوي علي ابن محمد هذا العرض، بل وعاقب هؤلاء السادة الذين قدّموا العرض، فطلب من كل جماعة من الزنج ان يجلدوا سادتـَهم ووكلائَهم القدامى. وزاد من اطمئنان الزنج إلى الثورة ما أعلنه قائدُها بأنه لم يَثُرْ الا لرفع المظلومية ِعنهم، وعاهدهم على أن يكون في الحرب بينهم بقوله: أشرككم فيها بيدي وأخاطر معكم فيها بنفسي، بل قال لهم ليُحط ْبي جماعة ٌمنكم فإن احسوا مني غدرا فتكوا بي. وبهذه الثقة تكاثر الزنجُ في صفوف الثورة وفي كتائب جيشها بل وانضمت إليها الوحدات الزنجية من جيش الدولة العباسية في كل موطن من المواطن التي التقى فيها الجيشان. حتى سميت لذلك بثورة الزنج، واشتهرت بهذا الاسم في مصادر التاريخ.
في عشرات المعارك التي وقعت بين جيوش الزنج وجيوش الدولة العباسية كان النصر غالبا للزنج فيها، وتأسست كثمرة لهذه الانتصارات دولةٌ للثورة أقامت فيها سلطتـَها وطبقت فيها أهدافها، ونفذ فيها سلطانُ الثائر العلوي علي ابن محمد. ولقد بلغت دولة ُالثورة هذه درجة ًمن القوة فاقت بها كلَ ما عرفته الخلافة العباسية قبلها من أخطار وثورات. والمؤرخون الذين كانت عندهم أن الدنيا كانت هي الإمبراطورية العباسية قالوا ان الزنج قد اقتسموا الدنيا مع بني العباس واجتمع إليه من الناس ما لا ينتهي العدُ والحصرُ إليه وكان عمال الدولة الثائرة يجمعون لعلي ابن محمد الخراج على عادة السلطان حتى لقد خيف على ملك بني العباس ان يذهب وينقرض.
أقام الثوارُ لدولتهم عاصمة ًسموها المختارة أنشأوها إنشاء في منطقة تتخللها فروعُ الأنهار كما أنشؤوا عدة َمدن أخرى وضمت دولتـُهم مدنا وقرى ومناطقَ كثيره ضمت البحرين والبصرة والأبله والاهواز وواسط والقادسية وجنبلاء والنعمانية والمنصورة ورام هرمز والمنيعة والمذار وتستر وخوزستان وعبادان وأغلبَ سواد العراق.
القت الخلافة العباسية بكل ثقلها في المعركة ضد الثورة، وكرست كل إمكاناتها للجيش والقتال، وبعد أن عهد الخليفة المعتمد العباسي بالقيادة الميدانية إلى أخيه الموفق، تحول قائد الجيش إلى خليفة حقيقي وتحولت المدينة التي بناها تجاه عاصمة الثوار والتي سماها الموفقيه إلى العاصمة الحقيقية للدولة ويأتي إلى بيت مالها كلُ خراج البلاد لدعم المجهود الحربي في اخماد ثورة الزنج، وتصدر منها الأوامر إلى كل الولاة والعمال في سائر ارجاء الخلافة في أن يقدّموا كلَ ما يستطيعونه لإسناد جيش العباسيين في قتاله، الأمر الذي اوغر صدر الخليفة المعتمد حتى لقد حاول الفرار من سامراء إلى مصر ليدخل في حماية الطولونيين، فألقي القبض عليه بنواحي الموصل واعادوه إلى سامراء شبه سجين.
في سنة مئتين وثمان وستين للهجرة باشرت الجيوش العباسية بقيادة الموفق بهجوم واسع على المختارة عاصمة الزنج وهي مدينة محصنة غاية التحصين وفرق قواده على جهاتها وجعل مع كل طائفة نقابين لهدم السور وتقدم إلى الرماة أن يحموا بالسهام من يهدم السور وينقبه فوصلوا إلى السور وثلموه في مواضع كثيرة. ودخل أصحابُ الموفق من جميع تلك الثغرات وتوغلوا داخل المدينة فخرج الكمناءُ من خلف الجيوش العباسية وحدثت واحدةٌ من اعنف المعارك قتل فيها معظمُ الجيش العباسي الذي دخل مدينة المختارة فيما لاذ بالفرار من استطاع الافلاتَ من سيوفِ ِالزنج عبر نهر دجله.
في الخامس والعشرين من سنة مئتين وتسع وستين للهجرة تقدمت الجيوش العباسية بقيادة الموفق نفسِه لهدم سور المختارة مرة أخرى وقاتل الفريقان أشد قتال رأه الناس فبينما هم كذلك وصل سهم إلى الموفق فأصابه في صدره فاضطرب عسكر العباسين وخافوا، وتسرب كثير من جيوشهم تاركين ساحة المعركة، فأشار عليه أصحابه بأن يعود إلى بغداد ويخلف من يقوم مقامه فأبى ذلك، ولكنه احتجب عن الناس.
في يوم الأحد العشرين من شعبان سنة مئتين وتسع وستين للهجرة بكر الموفق بعد أن برأ من علته إلى القتال وأمر أبو حمزه نصير صاحب الزوارق لقصد قنطرة كان الزنج قد عملوها في نهر أبي الخصيب فدخلت زوارق العباسيين نهر أبي الخصيب في أول المد فحملها الماء وألصقها بالقنطرة فأجتمع الزنج على جانبي النهر ورموا الزوراق بكل معداتهم رميا كثيفا فأهلكوا من فيها ومن بينهم بالطبع صاحب زوارق الموفق أبو حمزة نصير.
كانت مصر قد استقلت عن الخلافة العباسية تحت حكم أحمد ابن طولون وكان لها جيش قوي في الشام يقوده المملوك لؤلؤ غلام ابن ِطولون كاتب لؤلؤ الموفق العباسي واشترط عليه شروطا لنفسه فأجابه الموفق إلى كل ماطلب فخان سيده بعد أن اغراه الموفق العباسي، وانضم إلى جيش الدولة العباسية المحتشد لقتال الثوار فوصل في الثالث من محرم من سنة مئتين وتسع وستين للهجرة.
انضم الجيش الطولوني العظيم إلى جيش العباسيين بقيادة أخي الخليفة الموفق العباسي فأكرمه وانزله وخلع عليه وعلى أصحابه واحسن إليهم وامر لهم بالارزاق على قدر مراتبهم ثم تقدم إلى لؤلؤ بالتأهب إلى قتال الزنج وكان الموفق قد عطل القتال لحين قدوم لؤلؤ وليستريح الجيش الذي تملكه التعب والكلل فشرع في محاربتهم بفريق بعد فريق من أصحاب لؤلؤ ليتمرنوا على قتالهم وليقفوا على المسالك والطرق في ساحات القتال التي لم يعهدوها من قبل. فرأى الموفق من شجاعة لؤلؤ واقدامه وشجاعة أصحابه ماسره للغاية.
كان الزنج لما غلبوا على نهر أبي الخصيب وقطعت القناطر والجسور التي عليه أحدثوا تضييقا في النهر وجانبيه وجعلوا في وسط النهر بابًا ضيقًا لتحتد جرية الماء فيه فتمتنع الزوارق من دخوله في الجزر. ويتعذر خروجُها منه في المد، فرأى الموفق أن تقدمَهم لا يتم إلا بقلع هذا التضييق فشرع في محاربتهم.
ألح الموفق على اقتلاع المضيق وكان يحارب المحامين عليه بأصحابه وبأصحاب لؤلؤ وغيرهم والفعلة يعملون في قلعة فأوقع بالزنج وقيعة مؤلمه فقتل المحامين على المضيق عن آخرهم ولم يسلم منهم إلا الشريد فأخذوا من أسلحتهم ما لم يستطيعوا حمله، وتقدمت سفن وزوارق الجيش العباسي. وفرق العساكر من جميع جهاته وامر الجندَ بالجد في القتال وأمر الناس أن لا يزحف أحد حتى يرى حركة العلم الأسود الذي نصبه على دار اقامته. وحتى ينفخ في بوق بعيد الصوت.
في يوم الاثنين السابع والعشرين من محرم سنة مئتين وسبعين للهجرة، زحفت الجيوش العباسية والطولونيه جميعا ومن كل الجهات نحو المختارة عاصمة الزنج، والتقى الفريقان في معركة حاميه سقط فيها آلاف القتلى من الجانبين، استبسل الزنج فيها غاية الاستبسال وأخيرا تمكنوا من صد الجيش العباسي وارجاعه إلى مواقعه.
أمر الموفق العباسي بتحريك العلم الأسود مرة أخرى والنفخ في البوق فزحف الناس في البر والماء يتلو بعضُهم بعضا فلقيهم الزنج واشتد القتال وقتل من الفريقين جمع كثير والح الجيش العباسي الحاحا شديد في التقدم، فانهزم الزنج وتبعهم أصحاب الموفق يقتلون ويأسرون فقتل منهم ما لا يحصى عددا وغرق منهم مثل ذلك وحوى الموفق المدينة بأسرها فغمنها أصحابه واستنقذوا من كان بقي من الأسرى وظفروا بجميع عيال علي بن أبان المهلبي وبأخويه: الخليل ومحمد وأولادهما وعبر بهم إلى المدينة الموفقية.
مضى الثائر العلوي قائد ثورة الزنج علي ابن محمد في أصحابه ومعه ابنه انكلاي وسليمان بن جامع وقواد من الزنج وغيرهم إلى الخط الثاني الذي كان معدا كمصد في حال تقدم الجيش العباسي من جهتها اشتغلت جيوش الخلافة بالنهب والإحراق وانصرفوا إلى سفنهم بما قد حووا من غنائم واسلاب. وكان معظم القتال في هذا اليوم للجيوش الطولونيه بقيادة لؤلؤ.
في يوم السبت الثاني من صفر وبعد ثلاثة أيام من الاستراحة امر الموفق جيوشَه بالمسير لقتال الزنج مرة أخرى وطاف عليهم هو بنفسه يعرف كلَ قائد مركزَه والمكانَ الذي يقصده فعبر بالناس وأمر برد السفن إلى الضفة الأخرى من نهر دجله حتى لايفكر الجندُ بالهزيمة.
والتقى الجيشان مرة أخرى وبعد قتال ضار انهزم الزنج وتفرقوا لا يلوي بعضهم على بعض وتبعهم أصحاب الموفق يقتلون ويأسرون من لحقوا منهم،
أسر في هذه المعركة أبرز قواد ثورة الزنج سليمان بن جامع وإبراهيم بن جعفر الهمداني ودرمويه الزنجي، وانتهى الموفق إلى آخر نهر أبي الخصيب وكانت جيوشه قد أعملت سيوفها في رجال مدينة المختارة عاصمة الزنج لتقتل مقتلة عظيمه منهم حتى غطت الجثثُ وجه الأرض لترسم صورة مروعه ينقلها لنا التأريخ لواحده من اعنف الصراعات التي شهدتها أرض العراق في ذلك الزمان، وفي مساء ذلك اليوم تتقاطر أعضاء جسد الثائر العلوي قائد ثورة الزنج إلى حيث مكان الموفق العباسي كلُ عضو بيد واحد من الجند ليتبعها رأسه أخيرا.
استمرت الحربُ بين دولة الثورة هذه وبين الخلافة العباسية لأكثر من عشرين عاما بلغ العنف فيها من الجانبين حدا لم يسبق له مثيل، حتى ليقول المؤرخون الذين يتواضعون بأرقام القتلى في هذا الصراع بأنهم بلغوا نصفَ مليون قتيل. وهكذا انطوت صفحة دموية أخرى من صفحات التأريخ.